# Gilbert Gray
Gilbert Gray (1 de junho de 1902 — 27 de julho de 1981) foi um velejador estadunidense, campeão olímpico.

## Carreira
Gray consagrou-se campeão olímpico ao vencer a série de regatas da classe Star nos Jogos Olímpicos de Verão de 1932 em Los Angeles ao lado de Andrew Libano como tripulantes do Jupiter. Durante a Segunda Guerra Mundial, trabalhou como desenhista na indústria naval, onde projetou equipamentos militares.